# Canzonissima
Canzonissima è stata una popolare trasmissione televisiva di varietà, mandata in onda dalla Rai dal 1956 al 1975. Al consueto spettacolo di comici, soubrette, sketch e balletti, si affiancava l'elemento fondamentale di Canzonissima: una gara di canzoni, abbinata alla Lotteria di Capodanno, successivamente ribattezzata Lotteria Italia.

## Storia

Paolo Panelli, Delia Scala e Nino Manfredi in Canzonissima 1959

Il varietà nacque in radio come torneo di canzoni nel 1956 con il titolo Le canzoni della fortuna e con un grande successo di pubblico. L'anno successivo venne portato in televisione per la regia di Lino Procacci e Gianfranco Bettetini con il titolo Voci e volti della fortuna, trasformato in una gara tra dilettanti provenienti dalle varie regioni d'Italia, con la partecipazione di alcuni cantanti professionisti che gareggiavano in un girone a parte.
Nel 1958 il varietà prese il nome di Canzonissima e vide la partecipazione dei cantanti più affermati. Negli anni successivi il regolamento fu di volta in volta aggiornato, diventando spesso complicato e macchinoso, ma ciò non affievolì l'appassionata partecipazione del pubblico, che poteva esprimere le sue preferenze inviando le apposite cartoline-voto vendute insieme ai biglietti della lotteria.
Una delle edizioni più note fu quella del 1959, affidata alle abili menti creative di Pietro Garinei e Sandro Giovannini, alla regia di Antonello Falqui e alla conduzione della nota attrice-cantante-ballerina Delia Scala. Con lei parteciparono Paolo Panelli e Nino Manfredi, il quale ideò per la trasmissione un personaggio che continuò a essere identificato con la sua figura: il barista ciociaro Bastiano, e la sua celebre esclamazione Fusse che fusse la vorta bbona, frase riferita all'invito ad acquistare un biglietto della lotteria forse vincente. Molto apprezzata fu anche l'edizione del 1960 con Alberto Lionello, Lauretta Masiero e Aroldo Tieri. Lionello, che cantava il motivetto La-la-la-la indossando una paglietta, divenne molto popolare e fu definito "lo Chevalier italiano".
L'edizione del 1962 fu la più burrascosa. Dario Fo e Franca Rame, ai quali la RAI aveva affidato la conduzione della trasmissione in virtù dei loro successi teatrali e gran popolarità, abbandonarono il programma dopo sette puntate: la sera del 29 novembre i due conduttori lasciarono gli studi mezz'ora prima dell'inizio della trasmissione, costringendo i dirigenti a mandare in onda l'ottava puntata con i soli cantanti, presentati dall'annunciatrice Maria Grazia Picchetti. La causa dell'abbandono fu l'ennesima operazione di censura dei testi di Fo: lo sketch su un costruttore edile che si rifiutava di dotare di misure di sicurezza la propria azienda fu considerato eccessivamente provocatorio dai dirigenti RAI. Diversi personaggi a cui fu chiesto di sostituire Fo e la Rame si rifiutarono di farlo: Walter Chiari aveva accettato di sostituire i due, in quanto completamente all'oscuro della situazione determinatasi in seguito all'interruzione delle rappresentazioni televisive di Dario Fo e di Franca Rame, ignorando le tesi sostenute in proposito dalla Società degli attori. Dopo i chiarimenti ricevuti, Chiari si ritirò definitivamente, dichiarando di dare la propria completa solidarietà all'azione mossa da parte della Società degli attori. Alla fine furono Sandra Mondaini e Tino Buazzelli a condurre le restanti quattro puntate, mentre per quella finale fu chiamato invece Corrado.

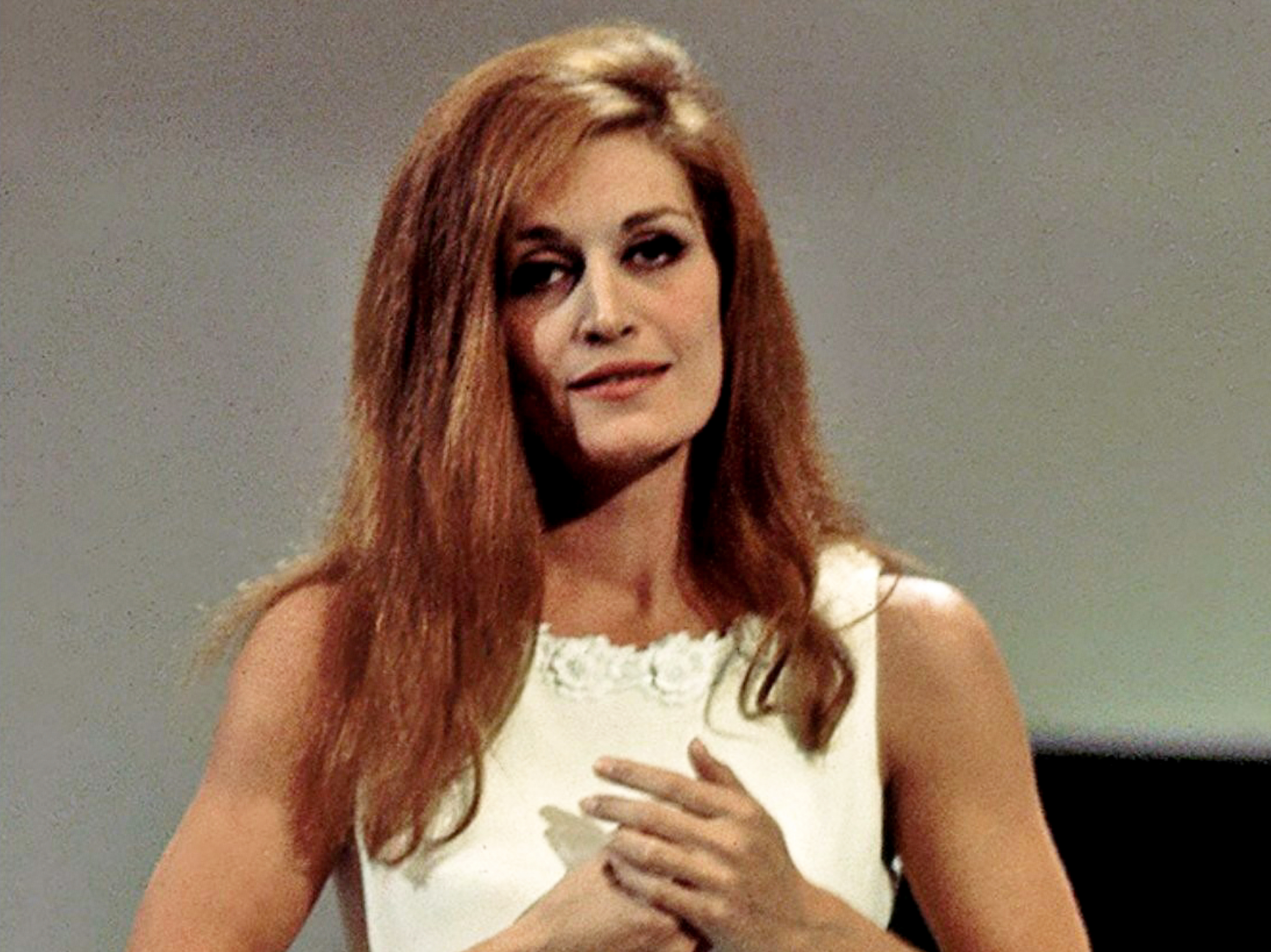
Dalida nella finale canta Dan dan dan, una canzone che riflette sulla sua recente perdita infantile.

Dal 1963 al 1967 la trasmissione continuò con nuovi format e nuovi titoli, Gran Premio, Napoli contro tutti, La prova del nove, Scala reale e Partitissima, per ritornare al titolo originario nel 1968 con l'edizione che vide come protagonisti Mina, Walter Chiari e Paolo Panelli.
L'edizione del 1970 rimase famosa per la conduzione di Corrado in coppia con Raffaella Carrà e per la sigla del programma, cantata dalla showgirl, Ma che musica maestro, che raggiunse e mantenne la vetta della Hit Parade per varie settimane. La coppia venne confermata anche per l'edizione successiva del programma, in cui la showgirl lanciò il ballo Tuca tuca esibendosi assieme ad Alberto Sordi.
Pippo Baudo e Loretta Goggi raccolsero il testimone per l'ultima edizione serale del programma, andata in onda nel periodo 1972-1973 sempre dal Delle Vittorie, nella quale l'attrice si rivelò come show girl ed imitatrice al grande pubblico. Fu nuovamente Baudo a condurre insieme a Mita Medici la prima edizione pomeridiana del varietà, questa volta però con un riscontro di gradimento e di pubblico nettamente inferiore rispetto alle precedenti edizioni, tanto che con l'edizione del 1974-1975, condotta, sempre il pomeriggio della domenica, ancora dalla Carrà con la partecipazione di Cochi e Renato e Topo Gigio, il programma si concluse definitivamente.
Negli anni successivi la Lotteria Italia venne abbinata ad altre trasmissioni televisive, la più celebre delle quali fu Fantastico, andata in onda per tredici edizioni tra il 1979 e il 1997.
Dal 1970 al 1975 il vincitore della gara canora è stato invitato come rappresentante dell'Italia all'Eurovision Song Contest: iniziò Gianni Morandi, poi Massimo Ranieri, che ritornò dopo l'intermezzo di Nicola di Bari, quindi Gigliola Cinquetti e infine la coppia Wess-Dori Ghezzi. Fra questi artisti il migliore piazzamento fu ottenuto dalla Cinquetti (comunque già vincitrice nel 1964), che nel 1974 a Brighton arrivò al secondo posto dietro agli svedesi ABBA.
Nel 2010 era stata annunciata una nuova edizione di Canzonissima, che avrebbe dovuto essere condotta da Gianni Morandi con Elisabetta Canalis dal mese di settembre, ma il progetto è saltato a causa degli eccessivi costi.

## Edizioni
| Edizione | Messa in onda     | Messa in onda  | Rete                | Puntate | Canzone vincitrice       | Interprete vincitore | Sede                        | Regia            |
| Edizione | Inizio            | Fine           | Rete                | Puntate | Canzone vincitrice       | Interprete vincitore | Sede                        | Regia            |
| -------- | ----------------- | -------------- | ------------------- | ------- | ------------------------ | -------------------- | --------------------------- | ---------------- |
| 1ª       | 22 ottobre 1958   | 4 gennaio 1959 | Programma Nazionale | 12      | L'edera                  | Nilla Pizzi          | Teatro delle Vittorie, Roma | Antonello Falqui |
| 2ª       | 21 ottobre 1959   | 6 gennaio 1960 | Programma Nazionale | 12      | Piove                    | Joe Sentieri         | Teatro delle Vittorie, Roma | Antonello Falqui |
| 3ª       | 15 ottobre 1960   | 6 gennaio 1961 | Programma Nazionale | 13      | Romantica                | Tony Dallara         | Teatro delle Vittorie, Roma | Mario Landi      |
| 4ª       | 10 ottobre 1961   | 6 gennaio 1962 | Programma Nazionale | 14      | Bambina bambina          | Tony Dallara         | Teatro delle Vittorie, Roma | Eros Macchi      |
| 5ª       | 11 ottobre 1962   | 6 gennaio 1963 | Programma Nazionale | 13      | Quando quando quando     | Tony Renis           | Teatro delle Vittorie, Roma | Vito Molinari    |
| 6ª       | 28 settembre 1968 | 6 gennaio 1969 | Programma Nazionale | 15      | Scende la pioggia        | Gianni Morandi       | Teatro delle Vittorie, Roma | Antonello Falqui |
| 7ª       | 27 settembre 1969 | 6 gennaio 1970 | Programma Nazionale | 14      | Ma chi se ne importa     | Gianni Morandi       | Teatro delle Vittorie, Roma | Antonello Falqui |
| 8ª       | 10 ottobre 1970   | 6 gennaio 1971 | Programma Nazionale | 13      | Vent'anni                | Massimo Ranieri      | Teatro delle Vittorie, Roma | Romolo Siena     |
| 9ª       | 9 ottobre 1971    | 6 gennaio 1972 | Programma Nazionale | 13      | Chitarra suona più piano | Nicola Di Bari       | Teatro delle Vittorie, Roma | Eros Macchi      |
| 10ª      | 7 ottobre 1972    | 6 gennaio 1973 | Programma Nazionale | 13      | Erba di casa mia         | Massimo Ranieri      | Teatro delle Vittorie, Roma | Romolo Siena     |
| 11ª      | 7 ottobre 1973    | 6 gennaio 1974 | Programma Nazionale | 13      | Alle porte del sole      | Gigliola Cinquetti   | Teatro delle Vittorie, Roma | Romolo Siena     |
| 12ª      | 6 ottobre 1974    | 6 gennaio 1975 | Programma Nazionale | 13      | Un corpo e un'anima      | Wess & Dori Ghezzi   | Teatro delle Vittorie, Roma | Eros Macchi      |
| 12ª      | 6 ottobre 1974    | 6 gennaio 1975 | Programma Nazionale | 13      | Lu maritiello            | Tony Santagata       | Teatro delle Vittorie, Roma | Eros Macchi      |

## Conduzione
| Anno      | Conduzione | Co-conduzione |
| --------- | --- | --- |
| 1958-1959 | Renato Tagliani | Ugo Tognazzi (dalla 1ª alla 6ª puntata), Walter Chiari (dalla 7ª alla 13ª puntata), Gianni Agus, Enza Soldi Lauretta Masiero, Scilla Gabel e Corrado Pani                   |
| 1959-1960 | Delia Scala, Paolo Panelli e Nino Manfredi | Delia Scala, Paolo Panelli e Nino Manfredi |
| 1960-1961 | Alberto Lionello, Lauretta Masiero, Aroldo Tieri e Lilli Lembo | Alberto Lionello, Lauretta Masiero, Aroldo Tieri e Lilli Lembo |
| 1961-1962 | Sandra Mondaini, Enzo Garinei, Toni Ucci, Carletto Sposito e Anna Maria Gambineri                                                                                           | Paolo Poli, Alberto Bonucci e Tino Buazzelli |
| 1962-1963 | Dario Fo e Franca Rame (dalla 1ª alla 7ª puntata), Maria Grazia Picchetti (8ª puntata), Tino Buazzelli e Sandra Mondaini (dalla 9ª alla 12ª puntata), Corrado (13ª puntata) | Dario Fo e Franca Rame (dalla 1ª alla 7ª puntata), Maria Grazia Picchetti (8ª puntata), Tino Buazzelli e Sandra Mondaini (dalla 9ª alla 12ª puntata), Corrado (13ª puntata) |
| 1968-1969 | Mina, Walter Chiari e Paolo Panelli | Mina, Walter Chiari e Paolo Panelli |
| 1969-1970 | Johnny Dorelli, Raimondo Vianello, Alice ed Ellen Kessler | Sandra Mondaini e Paolo Villaggio |
| 1970-1971 | Corrado e Raffaella Carrà | Non presente |
| 1971-1972 | Corrado e Raffaella Carrà | Alighiero Noschese |
| 1972-1973 | Pippo Baudo e Loretta Goggi | Vittorio Gassman |
| 1973-1974 | Pippo Baudo e Mita Medici | Pippo Baudo e Mita Medici |
| 1974-1975 | Raffaella Carrà e Mike Bongiorno (13ªpuntata) | Cochi e Renato, Paolo Villaggio e Topo Gigio |

## Spin-off
In alcuni anni la formula di Canzonissima fu proposta in versioni presentate con nomi diversi:
1956 Le canzoni della fortuna
- (trasmissione radiofonica e finale in Tv) - Conduttori: Adriana Serra, Antonella Steni, Raffaele Pisu, Renato Turi
- Canzoni vincitrici: Mamma (Nunzio Gallo) e Buon anno, buona fortuna (Gino Latilla)

1957 Voci e volti della fortuna
- (trasmissione radiofonica e televisiva) - Conduttori: Enzo Tortora, Silvio Noto, Antonella Steni, Renato Turi
- Canzone vincitrice: Scapricciatiello (Aurelio Fierro)

1963 Gran Premio
- Conduttori: vari (uno per ogni regione d'Italia)
- (in questa edizione gareggiano le regioni italiane - vince la Sicilia)

1964 Napoli contro tutti
- Conduttore: Nino Taranto, Nadia Gray
- Canzone vincitrice 'O sole mio (Claudio Villa)

1965 La prova del nove
- Conduttore: Corrado, con la partecipazione di Walter Chiari e con Alice ed Ellen Kessler
- Canzone vincitrice: Non son degno di te (Gianni Morandi)

1966 Scala reale
- Conduttore: Peppino De Filippo
- Canzone vincitrice: Granada (Claudio Villa)

1967 Partitissima
- Conduttore: Alberto Lupo, Franco Franchi, Ciccio Ingrassia
- Canzone vincitrice: Dan dan dan (Dalida)